# Vodní nádrž Ludkovice
Vodní nádrž Ludkovice (též Ludkovická přehrada ) byla vybudována na Ludkovickém potoku mezi obcemi Ludkovice a Pradlisko v roce 1968. Přehrada slouží k vodárenskému odběru pro skupinový vodovod Luhačovice a pro trvalé zajištění minimálního průtoku. Jejím provozovatelem je Povodí Moravy, s.p. – závod Střední Morava.